# Niño gigante
Niño Gigante es el álbum debut de la banda colombiana Ekhymosis. Fue publicado el 18 de septiembre de 1992 por la compañía Codiscos.
Tras haber sacado en el año 1992 su EP De rodillas, la banda comenzaría a prepararse para grabar su primer álbum  el cual tendría unos pequeños cambios de sonido comparados a sus anteriores trabajos. En el álbum se nota un sonido más experimental debido a que Juanes tomo la decisión de darle otro sonido por medio de piano.
Lo que más distingue de este álbum para algunos es el sonido en canciones como Niño Gigante, Depresión o El Llanto Olvidado. Lo que llevaría el éxito internacional a la agrupación sería su legendario tema "Solo" en donde se nota el uso de piano por parte de Juanes, además de esta canción también se distingue el piano las canciones El Miedo Interno y Limpios de Fe.

## Listado de canciones
| N.º | Título               | Duración |  |
| 1.  | «Niño Gigante»       | 3:01     |  |
| 2.  | «Depresión»          | 4:10     |  |
| 3.  | «El Miedo Interno»   | 4:11     |  |
| 4.  | «Solo»               | 4:57     |  |
| 5.  | «Permanezco Vivo»    | 3:22     |  |
| 6.  | «Un Segundo de Paz»  | 4:26     |  |
| 7.  | «Limpios de Fe»      | 4:39     |  |
| 8.  | «El Llanto Olvidado» | 3:39     |  |
| 9.  | «El Tiempo»          | 3:24     |  |
| 10. | «Cultura Fuerte»     | 3:40     |  |

## Formación
- Juanes - voz, guitarra y piano.
- José Uribe – guitarra.
- Andrés García - bajo.
- Esteban Mora - batería.

- Datos: Q20016065